# حزقيال مانويل كورتيس
حزقيال مانويل كورتيس (بالإسبانية: Juan Manuel Cortes)‏ هو لاعب كرة قدم أرجنتيني، ولد في 20 نوفمبر 1980. لعب مع Racing de Córdoba ‏.